# Vassonville
Vassonville – miejscowość i gmina we Francji, w regionie Normandia, w departamencie Sekwana Nadmorska.
Według danych na rok 1990 gminę zamieszkiwało 307 osób, a gęstość zaludnienia wynosiła 54 osoby/km² (wśród 1421 gmin Górnej Normandii Vassonville plasuje się na 606. miejscu pod względem liczby ludności, natomiast pod względem powierzchni na miejscu 636.).